# Lista över rollfigurer i Cityakuten
Detta är en lista över rollfigurer i den amerikanska drama TV-serien Cityakuten.

## Huvudkaraktärer

### Gregory Pratt
Gregory Pratt  är en fiktiv läkare i den amerikanska TV-serien Cityakuten. Han är porträtterad av Mekhi Phifer från säsong 8 och framåt.
Doktor Gregory Pratt: Pratt började som en kaxig praktikant, men har under senare år mognat avsevärt. Han hade ett förhållande med Dr. Jing-Mei Chen men hon dumpar honom för att hon tycker att han tar deras relation alldeles för oseriöst.

### Ray Barnett
Ray Barnett är en fiktiv läkare i den amerikanska TV-serien Cityakuten. Han är porträtterad av Shane West från säsong 11 och framåt.
Ray är en duktig läkare, men han har även haft intressen i sitt band och har därför inte kunnat binda sig helt till läkaryrket. När hans band får en stor chans bestämmer de sig dock för att sparka Ray, och därför är han nu endast en doktor. Ray hade en kärleksaffär med en 14-årig tjej och det har fått sina konsekvenser.
Ray är olyckligt kär i sin ex rumskamrat Neela.

## Mindre karaktärer

### Maggie Doyle
Doktor Maggie Doyle är en fiktiv rollfigur i tv-serien Cityakuten. Hon spelades av Jorja Fox mellan 1996 och 1999.
Maggie Doyle är en läkare/student som jobbar på Cityakuten. 
Doyle börjar i säsong 4 och slutar sedan i slutet av säsong 5, när hon anklagat Robert Romano för sexuella trakasserier, och han då gjort det väldigt jobbigt för henne att jobba kvar på Cityakuten. Sista gången man ser henne är i avsnittet "Rites of Spring", men i avsnitt "Power" nämner dom fortfarande att hon är kvar. Sen är det väldigt oklart när hon slutade, men antagligen i avsnittet efter "Power".

### Joseph "Joe" Kovac
Joseph "Joe" Kovac är en fiktiv rollfigur i den amerikanska TV-serien Cityakuten. Joe är Dr. Abby Lockhart och Dr. Luka Kovačs lille son som föddes i avsnittet Bloodline som var säsongspremiär för säsong 13.
Joe fick i TV-serien sitt namn efter Dr. Luka Kovačs pappa. Joe spelas av Andrew Gonzales och Aidan Gonzales. I de första avsnitten han var med i spelades han av sex olika bebisar. Joe föddes 2,5 månader för tidigt på grund av en incident med skottlossning på akuten County General, där hans mamma och pappa jobbar. För att skydda sig från skotten kastade sig Abby Lockhart ner på golvet så snabbt att hennes mage först träffade en bordskant och därefter slog i golvet. Efter att Joes hjärta slutat slå gjordes ett akut kejsarsnitt på Abby Lockhart.
Efter flera problem med hjärta och lungor, och ett flertal ingrepp, tillfrisknade sonen.